# Generația Y
În Lumea Occidentală, milenialii (denumiți și Generația Y) sunt cohorta demografică ce a urmat Generației X. Nu există date precise pentru începutul sau sfârșitul acestei generații; demografii și cercetătorii folosesc de obicei începutul anilor 1980 ca dată de naștere a primilor mileniani, și mijlocul anilor 1990 până la începutul anilor 2000 ca ultimi ani.
În Statele Unite, ei sunt denumiți uneori „Echo Boomers” datorită unei creșteri majore a natalității în deceniile anilor 1980 și 1990, și pentru că ei sunt de cele mai multe ori copiii celor din generația Boomer. Cu toate acestea, în țările dezvoltate a persistat tendința din secolul al XX-lea spre familii mai mici, astfel că impactul relativ al „baby boom echoului” a fost, în general, mai puțin pronunțat decât explozia demografică de după al Doilea Război Mondial.
Caracteristicile milenialilor variază de la o regiune la alta, în funcție de condițiile economice și sociale. Cu toate acestea, generația⁠(d) lor este în general caracterizată prin gradul de utilizare și familiaritatea sporită cu tehnologiile de comunicație, media și digitale. În cele mai multe părți ale lumii, maturizarea lor a fost marcată de o ascensiune a abordării liberale în politică și economie; efectele acestui mediu sunt încă discutate. Marea Recesiune a avut un impact major asupra acestei generații, pentru că a provocat creșterea masivă a șomajului în rândul tinerilor, și a condus la speculații despre posibilele prejudicii economice și sociale pe termen lung produse acestei generații.

## Terminologie
Autorii William Strauss⁠(d) și Neil Howe⁠(d) sunt în general creditați cu inventarea termenului de „mileniali”. Au inventat acest cuvânt în 1987, cam pe când copiii născuți în 1982 intrau la grădiniță, și mass-media începuse să identifice legătura lor potențială cu noul mileniu întrucât urmau să absolve liceul în anul 2000. Ei au scris despre această cohortă și în cărțile lor Generations: The History of America's Future, 1584 to 2069 (1991) și Millennials Rising: The Next Great Generation (2000).
În august 1993, un editorial din Ad Age⁠(d) a inventat expresia Generația Y cu referire la cei care aveau 11 sau mai puțin, precum și la adolescenții următorilor zece ani, care erau definiți printr-o pronunțată deosebire față de Generația X. Potrivit jurnalistului Bruce Horovitz, în 2012, Ad Age „a aruncat prosopul recunoscând că «mileniali» este un nume mai bun decât «generația Y»”, și în 2014, un fost director de strategie a datelor la Ad Age declara pentru NPR că „Eticheta de Generația Y era doar un substitut până când aflam mai multe despre ei”. Milenialii sunt uneori numiți Echo Boomers, din cauză că sunt copiii baby boomerilor și ca urmare a creșterii semnificative a natalității de la începutul anilor 1980 până la mijlocul anilor 1990, oglindind-o pe cea a părinților lor. În Statele Unite, rata natalității a atins punctul culminant în luna august 1990 și tendința secolului al XX-lea spre familii mai mici în țările dezvoltate a continuat. În cartea sa The Lucky Few: Between the Greatest Generation⁠(d) și Baby Boom, autorul Elwood Carlson numește acest grup „Noii Boomeri”.
Psihologul Jean Twenge i-a descris pe mileniali cu termenul „Generația Eu” în cartea sa din 2006 Generation Me: Why Today’s Young Americans Are More Confident, Assertive, Entitled—and More Miserable Than Ever Before, actualizată în 2014. În 2013, revista Time a publicat un cover story intitulat Millennials: The Me Me Me Generation (Milenialii: Generația Eu Eu Eu). Newsweek a folosit termenul de Generația 9/11 pentru a se referi la tinerii care aveau vârste cuprinse între 10 și 20 de ani în timpul atacurilor teroriste din 11 septembrie 2001. Prima referire la „Generația 9/11” a fost făcută în cover story-ul din numărul din 12 noiembrie 2001 al revistei Newsweek. Nume alternative propuse pentru acest grup sunt Generația Noi, Generația Globală, Generația Următoare și Generația Net.
Milenialii chinezi sunt de obicei numiți generațiile anilor 1980 și 1990. La o conferință ținută la Shanghai în 2015, organizată de Institutul SUA-China a Universității Californiei de Sud, s-au analizat și comparat generațiile Y americană și chineză. S-au făcut constatări despre preferințele milenialilor în ce privește căsătoria, maternitatea, creșterea copiilor, ambițiile de viață și de carieră, și atitudinile față de voluntariat și activism.

## Cunoștințe istorice
Un sondaj din februarie 2018 de 1350 de persoane a constatat că 66% din milenialii americani intervievați nu știau ce era Auschwitz, în timp ce 41% au afirmat în mod incorect că 2 milioane de evrei ar fi fost uciși în timpul Holocaustului, iar 22% nu auziseră niciodată de Holocaust. Peste 95% din milenialii americani nu știau că Holocaustul avusese loc și în statele baltice, unde peste 90% din populația evreiască a fost ucisă, iar 49% nu au putut să numească un singur lagăr de concentrare nazist sau un ghetou în Europa ocupată în Germania.

## Definițiile datelor și intervalelor de vârstă
O minoritate de cercetători și demografi pune începutul generației la mijlocul și sfârșitul anilor 1970, cum ar fi Synchrony⁠(d), care descrie milenialii ca începând chiar din 1976, Mobilize.org⁠(d) care utilizează perioada 1976-1996, MetLife⁠(d), care utilizează datele de naștere între 1977-1994, și Nielsen Media Research, care utilizează 1977-1995.
Majoritatea cercetătorilor și demografilor pune însă începutul acestei generații la începutul anilor 1980, mulți definind finalul ei la mijlocul anilor 1990. McCrindle Research din Australia consideră 1980-1994 ca începutul Generației Y. Un raport din 2013 al PricewaterhouseCoopers și Edelman Berland utilizează 1980-1995. Gallup Inc.⁠(d), Eventbrite⁠(d) și Dale Carnegie Training și MSW Cercetare toate folosesc 1980-1996. Ernst și Tinere folosește 1981-1996. Manpower Group⁠(d) foloseste 1982-1996.
Alții pun sfârșitul generației la sfârșitul anilor 1990 sau începutul anilor 2000. Un videoclip viral⁠(d) din 2017 de pe BuzzFeed⁠(d), care detaliază cele șapte generații de americani în viață, îi descria pe mileniali ca fiind cei născuți în perioada 1981-1997. Pentru al 33-lea sezon al programului de televiziune american Survivor⁠(d), subintitulat Milenialii vsGen X⁠(d), „tribul milenial” consta din persoane născute între 1984 și 1997. Goldman Sachs, Resolution Foundation⁠(d), și un cover story din 2013 al revistei Time toate folosesc 1980-2000. SYZYGY, o agenție de servicii digitale parțial detinută de WPP, foloseste 1981-1998, iar United States Census Bureau folosește 1982-2000. Pew Research Center⁠(d) definește milenialii ca fiind născuți din 1981 încoace, fără vreun punct final stabilit încă.
Demografii William Strauss și Neil Howe definesc milenialii ca fiind cei născuți între 1982-2004. Cu toate acestea, Howe descria linie de demarcație între mileniali și viitoarea Generație Z ca fiind „provizorie”, spunând că „nu poți fi sigur unde va trage istoria într-o zi o linie de demarcație între cohorte înainte ca o generație să se maturizeze complet”. El a menționat că faptul că gama milenialilor începe cu 1982 sugerează că fereastra următoarei generații va începe între 2000 și 2006.
În cartea din 2008 The Lucky Few: Between the Greatest Generation and the Baby Boom, autorul Elwood Carlson definește acest grup ca fiind născut între 1983-2001 pe baza creșterii numărului de nașteri după 1983 și terminând cu „provocările politice și sociale” care s-au ivit după atentatele de la 11 septembrie. În 2016, U.S Pirg descria milenialii ca fiind cei născuți între 1983 și 2000.
Din cauza suprapunerii anilor de naștere între definițiile Generațiilor X și Y, unele persoane născute la sfârșitul anilor 1970 și începutul anilor 1980 se văd pe ei înșiși ca fiind "între" cele două generații. Printre numele dat celor născuți în anii de la cumpăna dintre Generația X și cea a milenialilor se numără cele de „xeniali”, „norocoșii”, Generația Catalano, și Generația Oregon Trail⁠(d).